# Sosnowiec (Karkonosze)
Sosnowiec (niem. Schalaster Hübel, 727 m n.p.m.) – szczyt w Karkonoszach, w obrębie Karkonoskiego Padołu Śródgórskiego. Od północy opływa go Łomnica.
Położony jest we wschodniej części Karkonoskiego Padołu Śródgórskiego, w granicach Karpacza, pomiędzy centrum a Karpaczem Górnym.
Zbudowany z granitu karkonoskiego. Na początku XX wieku powstał tu niewielki kamieniołom, z którego czerpano materiał do budowy drogi Karpacz - Karpacz Górny.
Częściowo porośnięty lasem, od południa i wschodu wkracza zabudowa pensjonatowa.